# Hieroteu
Hieroteu (em grego medieval: Ἱερόθεος; romaniz.: Hierótheos) foi um clérigo bizantino do século X, ativo durante o reinado do imperador Constantino VII (r. 913–959). 

## Vida

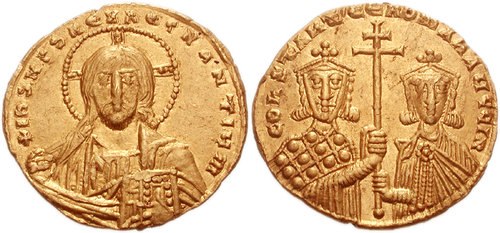
Soldo de r. e Romano II r.

Hieroteu aparece em 952, quando acompanhou Gilas, nobre magiar recém-convertido, à Hungria para espalhar o cristianismo. Para esse propósito foi consagrado pelo patriarca Teofilacto (r. 933–956) como bispo da Hungria (Turquia para os bizantinos); as fontes nomeiam-o monge (mônaco), epíscopo da Turquia (bispo da Hungria) e arquiereu. Hieroteu alegadamente teve grande sucesso e converteu muitos pagãos.